# Shalva Natelashvili
Shalva Natelashvili (en georgiano: შალვა ნათელაშვილი; Pasanauri, 17 de febrero de 1958) es un político georgiano, fundador y presidente del Partido Labortista de Georgia.También es presidente del Centro Geopolítico Internacional.

## Biografía
Natelashvili nació en la ciudad de Pasanauri, en la parte montañosa del norte de Georgia, y se graduó de la facultad de derecho de la Universidad Estatal de Tiflis en 1981 y realizó su máster en la Academia Diplomática del Ministerio de Asuntos Exteriores de la URSS, especializándose en derecho internacional. En 1981, comenzó su carrera en la Fiscalía General de Georgia como investigador y fue ascendido al puesto de Fiscal y más tarde a Jefe del Departamento de Relaciones Internacionales. En 2004, estudió en el Programa de Liderazgo del Departamento de Estado de los EE. UU.
Natelashvili comenzó su carrera política en 1992, cuando obtuvo una victoria aplastante en las elecciones parlamentarias y se convirtió en diputado mayoritario por el municipio de Dusheti. Luego fue elegido jefe del Comité de Asuntos Jurídicos y presidió el Comité Parlamentario para la Primera Constitución de Georgia. Es autor de las leyes sobre ciudadanía, leyes de armas, el estatus legal de las personas sin ciudadanía, comisiones y comités parlamentarios, facciones parlamentarias y partidos políticos, el estatus legal de los ciudadanos extranjeros y la inmigración y la migración. Natelashvili también dirigió los procedimientos para garantizar que Georgia se integrara con los tratados internacionales de derechos humanos.
En 1995, Natelashvili fundó el Partido Laborista de Georgia. Desde su creación, el partido se convirtió en una fuerza política influyente en el país. Ganó una serie de juicios judiciales, que dieron como resultado la escuela secundaria gratuita en todo el país, la reducción de la tarifa eléctrica durante tres años y ganó muchas otras batallas legales, que mejoraron las condiciones sociales de la población georgiana. En 1995, Natelashvili obtuvo otra victoria aplastante en la primera vuelta de las elecciones en el distrito electoral uninominal de Dusheti. Fue miembro de la oficina y el colegio parlamentarios, presidente de la facción del Electorado y de la facción del Partido Laborista en el parlamento. También se desempeñó como copresidente de la coalición parlamentaria Georgia Unida.
El 13 de junio de 2002, en un movimiento sorpresa, Natelashvili anunció que no lucharía por la presidencia de la ssamblea de la ciudad de Tiflis, apoyando en su lugar en esta posición a otro líder de la oposición y futuro presidente Míjeil Saakashvili, cuyo Movimiento Nacional Unido terminó en segundo lugar. Muchos han opinado que Natelashvili renunció a la presidencia porque "sólo hablaba y no podía hacer el trabajo real". En 2003, Natelashvili y el Partido Laborista de Georgia obtuvieron escaños en el Parlamento con el 12,5% de los votos. Sin embargo, al partido no se le permitió utilizar su mandato, ya que una institución autorizada disolvió el parlamento tras la revolución de las Rosas. La repetición de las elecciones en 2004 dejó al partido sin los mandatos. 
En noviembre de 2007, Natelashvili encabezó las manifestaciones de protesta antigubernamentales y las manifestaciones fueron disueltas por la fuerza. La casa de Natelashvili y el partido fueron allanados por fuerzas especiales y registrados. El líder del partido tuvo que huir durante varios días mientras la fiscalía acusaba a Natelashvili de traición al Estado y de organizar disturbios masivos. El gobierno revocó todas sus acusaciones después de que la comunidad internacional y el embajador de Estados Unidos en Georgia, John F. Tefft, intervinieran y pidieran la cancelación de la orden de arresto.
En las elecciones presidenciales del 5 de enero de 2008, la Comisión Electoral Central de Georgia declaró que Natelashvili solo obtuvo el 6,5 por ciento de los votos. El Partido Laborista de Georgia superó el umbral electoral en las elecciones parlamentarias de 2008 y ganó escaños en el parlamento. No obstante, el Partido Laborista de Georgia decidió boicotear las sesiones parlamentarias en protesta por el fraude electoral.En junio de 2008, Natelashvili solicitó asilo político a Javier Solana, Alto Representante de la Unión Europea para la Política Exterior y de Seguridad Común, afirmando que Georgia estaba gobernada por fuerzas especiales y que era imposible soñar con la democracia. El Tribunal Europeo de Derechos Humanos reconoció al Partido Laborista de Georgia y a Natelashvili como víctimas de fraude electoral.
Desde 2020 hastal 15 de febrero de 2022, Natelashvili fue miembro del Parlamento de Georgia, cuando su mandato fue terminados debido a que faltó a más de la mitad de las sesiones.

## Ideas políticas
En 2004, Natelashvili intensificó el curso fundamental de oposición con clichés antisemitas, advirtió sobre una supuesta amenaza a Georgia por parte de "lobbies estadounidenses, judíos y armenios que querían privar al país de cultura, religión, fe y educación". 
Natelashvili es visto a menudo en las zonas ocupadas por Rusia, donde organiza manifestaciones para protestar contra la construcción ilegal de fronteras y vallas en el territorio de Georgia por parte de las fuerzas armadas rusas.Natelashvili ha prometido a los votantes en diversas elecciones gas y electricidad gratis durante tres años, cubierta por los grandes contribuyentes (aunque recibirían beneficios fiscales por ello). También prometió reembolsar a la población la cantidad de depósitos bancarios perdidos durante el colapso de la Unión Soviética y apoya la monarquía constitucional. 

## Vida personal
Natelashvili está casado con Bela Alania (abogada y escritora) y tiene un hijo, Beka Natelashvili, y una hija, Darejan Natelashvili. Natelashvili supuestamente sobrevivió a varios intentos de asesinato, incluida una explosión en la sede del Partido Laborista de Georgia, que mató al activista del partido Nino Giorgobiani. Las paredes, los vidrios de las ventanas y el techo quedaron arruinados, y uno de los guardias resultó herido. Además, cuatro personas, incluido un niño, resultaron heridas y fueron trasladadas al hospital. El gobierno de Georgia culpó de la explosión a los servicios especiales rusos.
Natelashvili es enviado honorario del estado de Luisiana, miembro de la Asociación Internacional de Abogados, miembro de la Academia de Ciencias Nacionales y Sociales, miembro de la Asociación de Derecho Internacional y se le ha concedido el título de embajador de la paz.